# Вулиця Стрітенська (Херсон)
Вулиця Стрітенська (колишня назва: Новоцвинтарна (до 1930-х років)) — вулиця в Корабельному районі (місцевість Житлоселище) Херсона, сполучає вулицю Комунальну з площею Перемоги.
Почала формуватися в першій половині XIX ст.; її південна частина до вул. Степової утворилася у другій половині століття, отримавши назву «Новоцвинтарної». Сучасну назву отримала у 1930-х роках. Остаточне формування завершилося після Другої світової війни.
На розі вулиць Рози Люксембург та Запорізької під час земляних робіт відкрито скіфське поховання у кам'яному ящику; це найдавніша знахідка на цій території.
Частина вулиці від площі Перемоги до вулиці Степової забудована «хрущовками». Тут знаходяться: колишній кінотеатр «Іскра» на 600 місць, який був побудований в 1970 р. (буд. № 27) — у теперішній час будівлю займає розважальний заклад; палац спорту «Кристал», зведений в 1973 р., перший поверх якого займає супермаркет «Оскар» (буд. № 18); Херсонський ліцей журналістики, бізнесу і правознавства (буд. № 17); а також кафе, різноманітні торговельні заклади.
На вулиці також розташований головний корпус найстарішого в місті вищого навчального закладу — Херсонського державного аграрного університету, а також Дендропарк Херсонського державного аграрного університету.